# Christophe Gagliano
Christophe Gagliano (* 22. Mai 1967 in Paris) ist ein ehemaliger französischer Judoka. Er war Olympiadritter 1996.
Der 1,72 m große Gagliano kämpfte im Leichtgewicht. 1993 und 1998 war er französischer Meister in dieser Gewichtsklasse.
Bei den Europameisterschaften 1991 in Prag verlor er im Viertelfinale gegen Magomedbek Alijew aus der Sowjetunion, mit drei Siegen in der Hoffnungsrunde erkämpfte sich Gagliano eine Bronzemedaille. Mit der französischen Equipe gewann Gagliano 1991 Mannschaftssilber, 1993 Mannschaftsgold und 1994 Mannschaftsbronze. Bei den Europameisterschaften 1995 gewann er nach 1991 seine zweite Einzelmedaille, als er nach seiner Finalniederlage gegen den Deutschen Martin Schmidt die Silbermedaille erhielt. Im Jahr darauf verlor er im Europameisterschafts-Halbfinale gegen den Österreicher Thomas Schleicher, sicherte sich aber durch einen Sieg über den Deutschen Davor Vlaskovac eine Bronzemedaille. Bei den Olympischen Spielen in Atlanta unterlag er in seinem ersten Kampf dem Brasilianer Sebastian Pereira. Mit vier Siegen in der Hoffnungsrunde kämpfte sich Gagliano zur Bronzemedaille durch.
Auch bei den Europameisterschaften 1997 benötigte Gagliano nach seiner Auftaktniederlage gegen den Portugiesen Guilherme Bentes vier Siege in der Hoffnungsrunde und erhielt dafür eine Bronzemedaille. Einen Monat nach den Europameisterschaften gewann Gagliano den Titel bei den Mittelmeerspielen. Bei den Weltmeisterschaften 1997 in Paris besiegte er im Halbfinale den Letten Vsevolods Zeļonijs, nach seiner Finalniederlage gegen den Japaner Kenzo Nakamura erhielt Gagliano die Silbermedaille. Er war noch bis 2001 aktiv, gewann aber keine internationale Einzelmedaille mehr. Nach seiner Karriere war Gagliano als Trainer tätig.